# Hai'an
För andra betydelser, se Hai'an (olika betydelser).
Hai'an är ett härad som tillhör Nantongs stad på prefekturnivå i Jiangsu-provinsen i östra Kina.
1. ↑  http://www.geohive.com/cntry/cn-32.aspx